# 圣彼得堡国立工程经济大学
圣彼得堡国立工程经济大学（英语缩写为ENGECON；俄语为ИНЖЭКОН）是俄罗斯的一所公立大学。现在是圣彼得堡国立经济大学的一部分，该大学是由圣彼得堡国立财经大学和圣彼得堡国立财经大学合并而成。专业涉及经济、管理、统计、物流、金融等领域。
在研究生阶段，它是一所商学院。在本科阶段，它还教授经济学。
圣彼得堡国立经济大学在俄罗斯联邦以外的迪拜设有国际分校。它被命名为圣彼得堡国立经济大学 (迪拜分校)。

## 历史
大学的历史始于1906年，当时M·V·波别京斯基的高等商业课程被安排在圣彼得堡。1919年该专业改为国民经济学院并于1930年成立列宁格勒工程经济学院。1992年，学院获得学院地位，随后于2000年学院升格为大学。 2012年8月1日与圣彼得堡国立财经大学、圣彼得堡国立服务经济大学合并，成立圣彼得堡国立经济大学。

## 院系
- 商业与商业学院
- 人文学院
- 经济与管理IT学院
- 管理学院
- 法律与经济安全学院
- 创业与金融学院
- 区域经济与管理学院
- 旅游与酒店管理学院
- 机械经济与管理学院
- 物流与运输学院
- 油气化工综合体与环境安全经济与管理学院
- 创新学院管理
- 高等经济管理学院

## 著名校友
- 阿列克谢·莫尔达绍夫，北方钢铁公司主要股东兼首席执行官
- 阿纳托利·丘拜斯，俄罗斯纳米技术集团（英语：Rusnano）负责人，摩根大通顾问委员会成员